# Cudjoe Lagoon
Cudjoe Lagoon är en sjö i Belize. Den ligger i distriktet Corozal, i den norra delen av landet, 120 km norr om huvudstaden Belmopan.